# Mantas Adomėnas

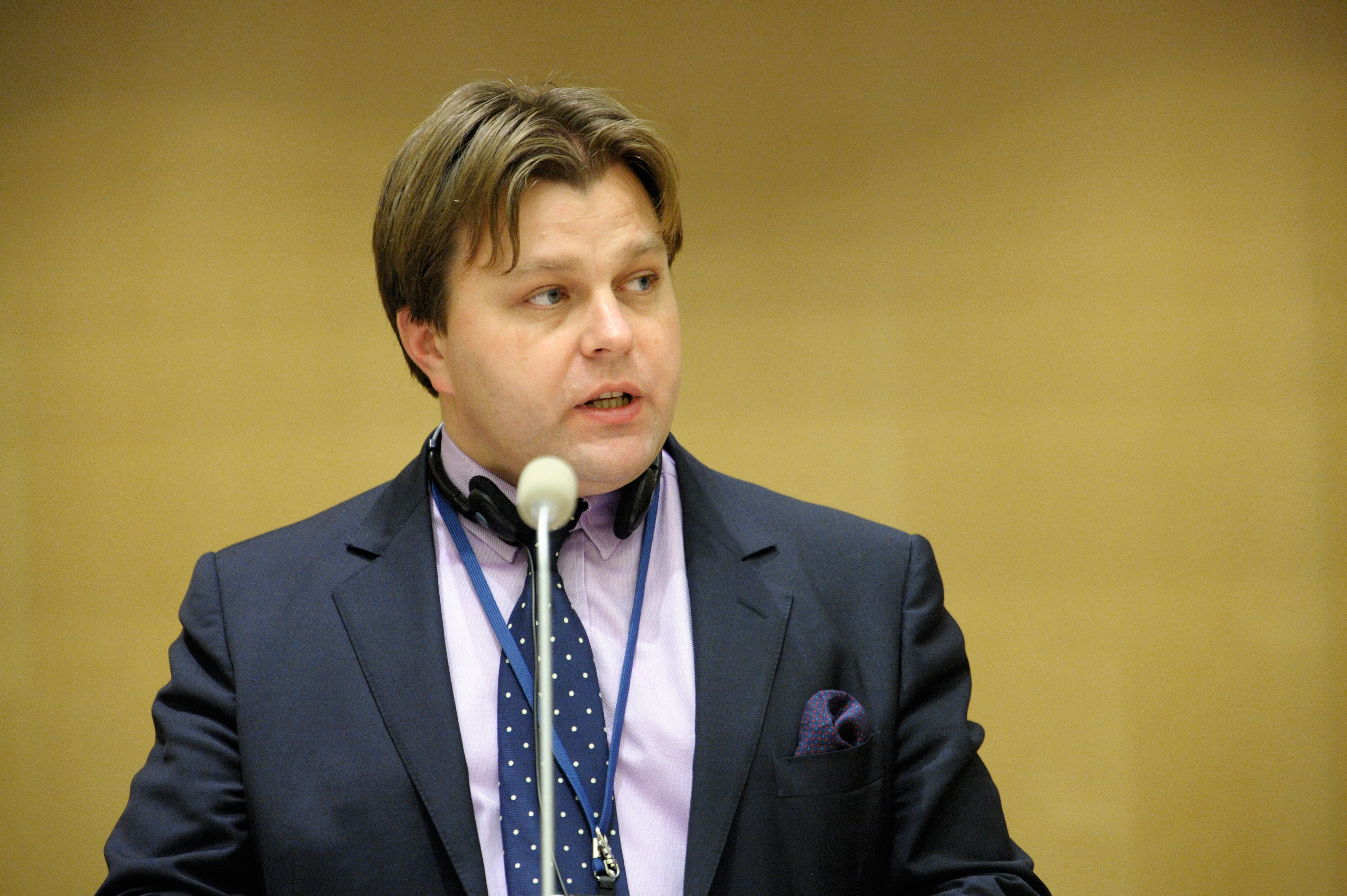
Mantas Adomėnas

Mantas Adomėnas (* 1. Oktober 1972 in Vilnius) ist ein litauischer Philosoph und Politiker, Vizeminister. Von 2008 bis 2020 war er Seimas-Mitglied.

## Leben
Nach dem Abitur im Jahr 1990 an der Mittelschule in Karoliniškės absolvierte er von  1990 bis 1996 das Studium der klassischen Philologie an der Vilniaus universitetas (VU) und von 1996 bis 2000 promovierte er in Philosophie an der Cambridge University zum Thema Nature in Flux: Plato's Reception of Presocratic Cosmological Theories.
Von 2000 bis 2006 lehrte er am Gonville and Caius College, ab 2004 als Dozent an der VU, von 2006 bis 2008 war er Berater von Andrius Kubilius. Von 2008 bis 2020 war er Mitglied im Seimas, gewählt im Wahlbezirk Altstadt Vilnius. Im Dezember 2020 wurde er Stellvertreter von Gabrielius Landsbergis am Außenministerium Litauens (Kabinett Šimonytė, geleitet von Ingrida Šimonytė).
Er ist Mitglied von Tėvynės Sąjunga – Lietuvos krikščionys demokratai.
Adomėnas ist verheiratet. Seine Frau Viktorija ist Designerin.